# Philoscia squamosa
Philoscia squamosa är en kräftdjursart som beskrevs av Harold Gordon Jackson 1938. Philoscia squamosa ingår i släktet Philoscia och familjen Philosciidae. Inga underarter finns listade i Catalogue of Life.